# 阿列尔·奥尔特加
阿列尔·奥尔特加（Ariel Arnaldo Ortega，1974年3月4日—），前阿根廷足球運動員及國家代表隊成員。
奥特加是在阿根廷足球巨人河床队开始自己足球生涯的。1991年12月，在他的首场比赛中奥特加攻入了制胜一球，帮助河床队击败了对手普拉腾斯队，自从那场比赛之后，“小毛驴”便一发而不可收。1993年，奥特加已经成长为河床队的主力球员，依靠他的良好组织，河床队赢得了1993年和1994年阿根廷春季联赛的冠军。两年后，在奥特加德率领之下，河床队一鼓作气地将南美解放者杯和阿根廷春季联赛冠军奖杯揽入了自己的怀中。 
奥特加出众的发挥引起了欧洲足球的注意，他于1997年加盟了西班牙巴伦西亚队，在他第一个赛季的西甲联赛中奥特加攻入了七粒入球。一年后，他再次转会到了意大利桑普多利亚队并在那个赛季中为球队贡献了八粒进球。尽管奥特加并没有能够帮助桑普多利亚队保住意甲联赛中的一席之地，但他出色的发挥还是为自己赢得帕尔马俱乐部的青睐，虽然他在帕尔马的两个赛季中一共只打入六球。2000赛季结束后，奥特加返回了阿根廷并重新加盟河床队，在这里他恢复了昔日无所不能的状态。 
在人才济济的阿根廷国家队中，奥特加依然拥有自己的一席之地。除了贝隆和西蒙尼之外，奥特加是阿根廷队另外一名不可或缺的成员，他成为了球队永不枯竭的动力源泉。奥特加经常能够出其不意地破门得分，或者为自己的队友送出精准的妙传。尽管他的体能和力量也许比不上队友，但奥特加依靠自己的才华和头脑屹立于强者之林。1993年在同德国队的比赛中奥特加第一次穿上了阿根廷国家队的战袍。在1994年命运多舛的美国世界杯中，奥特加在与罗马尼亚队的比赛中首次作为主力出场。 
四年后的法国世界杯奥特加再次强力出击，在同牙买加队的比赛中他梅开二度帮助阿根廷5：0战胜了对手并轻松晋级16强。在战胜英格兰队的那场经典赛事中，奥特加打满了120分钟。而与荷兰队的半决赛则是奥特加终生难忘的，在比赛临近结束前他因为侵犯荷兰队门将范德萨而被红牌罚下，阿根廷队最终以1：2输掉了这场比赛而被淘汰出四强。目前，他由于转会问题，暂时离开了足球。2003.11.10日，因无法找到新球队并且无力支付1100万美元违约金，阿根廷29岁的著名球星奥特加昨天终于无奈地作出了退役决定，他说：“我受够了！” 
2002年世界杯后，“小毛驴”奥特加加盟了土耳其费内巴切队。由于过得一直不愉快，在2003年2月返回阿根廷参加一场阿根廷国家队同荷兰国家队的热身赛后，奥特加就再也没有返回土耳其。于是费内巴切队将其告上国际足联。经过审理，国际足联随即对奥特加作出从2003年7月起停赛半年，罚款1100万美元的决定。在禁赛期间，他一度想加盟河床队，但在费内巴切的强烈阻挠下未能如愿。此外他在阿根廷国家队中的右前卫位置已被年轻且更具才华的德爾加多取代。在左思右想之后，奥特加终于在离禁赛期满仅剩一个来月的时候作出退役的决定。 